# Qeshlāq-e Najaf
Qeshlāq-e Najaf (persiska: قِشلاقِ نَجَف, قِشلَق نَجَف, قِشلاقِ نَجَفبِه, قشلاق نجف) är en ort i Iran.   Den ligger i provinsen Hamadan, i den nordvästra delen av landet, 300 km sydväst om huvudstaden Teheran. Qeshlāq-e Najaf ligger 1 908 meter över havet och antalet invånare är 228.
Terrängen runt Qeshlāq-e Najaf är lite bergig.Runt Qeshlāq-e Najaf är det ganska tätbefolkat, med 124 invånare per kvadratkilometer. Närmaste större samhälle är Barzūl, 17,7 km söder om Qeshlāq-e Najaf. Trakten runt Qeshlāq-e Najaf består i huvudsak av gräsmarker.